# Audi Q7
Audi Q7 — среднеразмерный кроссовер, выпускаемый компанией Audi. Его премьера состоялась в сентябре 2005 года на Международном автосалоне во Франкфурте. Audi Q7 базируется на концепте Audi Pikes Peak quattro, представленном в 2003 году на автосалоне в Детройте. Audi Q7 создан на платформе «E». Вместе с ним на заводе Volkswagen Slovakia в Братиславе (Словакия) на этой же платформе выпускаются модели концерна Volkswagen — Touareg и Porsche Cayenne.

## Первое поколение

### Характеристики

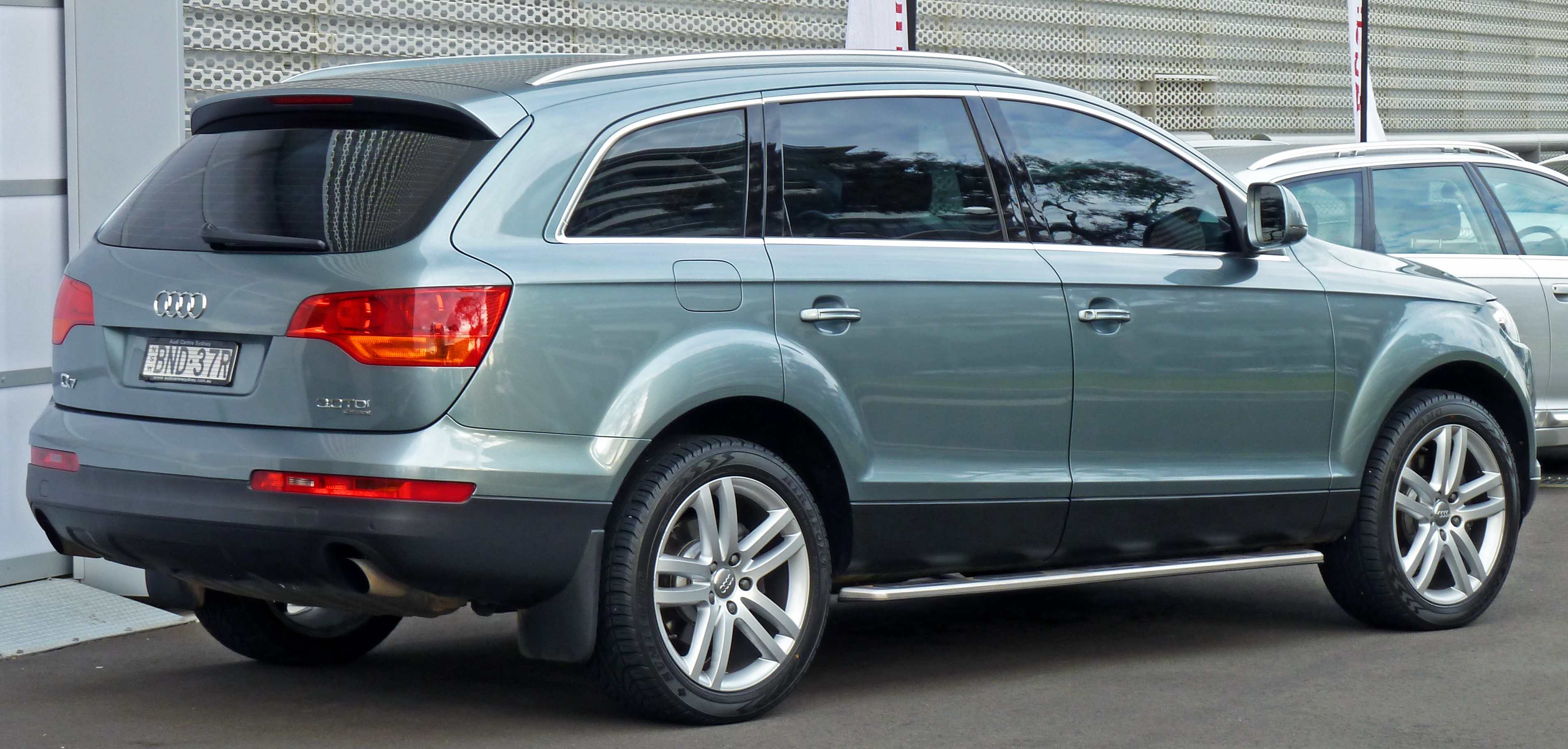
Вид сзади

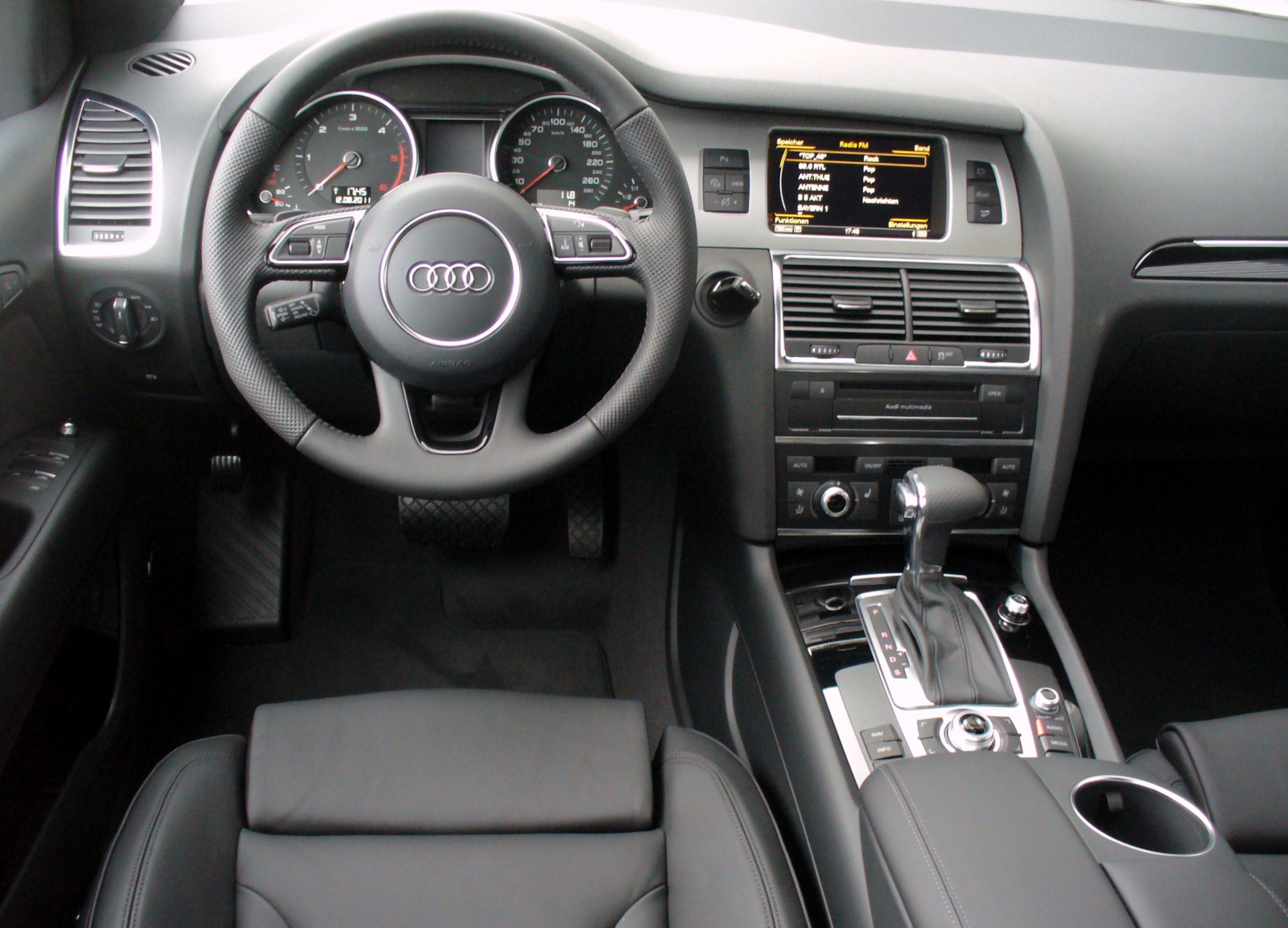
Интерьер

Q7 оснащается постоянным полным приводом (quattro) с распределением крутящего момента между передней и задней осью в соотношении 40:60. В качестве дополнительного оборудования предлагается третий ряд сидений для пассажиров, рост которых меньше 160 см. В этом случае Q7 имеет семь посадочных мест (в стандартной версии). Доступ к третьему ряду сидений несколько затруднён, поскольку сиденья (многоместное сиденье) второго ряда не откидываются полностью, а имеют складные спинки. По желанию во втором ряду можно установить два отдельных сиденья и центральную консоль. В этом случае число посадочных мест сократится до шести или четырёх (при отсутствии третьего ряда сидений).
Из-за отсутствия понижающей передачи, «паркетной» концепции двигателей и трансмиссии, самонесущего кузова с независимой подвеской колёс, Q7 плохо подходит для жёстких условий бездорожья. Весьма большое, но имеющее не самую удачную компоновку багажное отделение также снижает практичность Q7.
По длине он примерно на 30 см превышает своих европейских конкурентов, в том числе родственные модели марок Volkswagen и Porsche.

### Дополнительное оборудование
Перечень дополнительного оборудования Q7 включает в себя систему поддержания дистанции adaptive cruise control (ACC), адаптивную пневмоподвеску, именуемую «adaptive air suspension», динамическую систему освещения поворотов и ассистент перестроения (side assist), который при смене полосы движения предупреждает водителя о нахождении автомобилей в «мертвой зоне» обзора.
Ещё одна доступная к заказу система — парковочный ассистент, который дополняется камерой заднего вида. Датчики парктроника входят в стандартную комплектацию. Кроме того, Q7 — один из первых автомобилей, которые (с 34-й недели 2006 года) могут оснащаться автомобильным телефоном с интерфейсом Bluetooth и профилем SIM Access Profile вместо обычной системы громкой связи с интерфейсом Bluetooth. Для модели Q7 V12 TDI также предлагаются карбон-керамические тормоза.

### Награды
10 ноября 2005 года Q7 был удостоен премии «Золотой руль» в классе SUV. В 2006 году при выборе читателями журнала Auto, Motor und Sport автомобиля года Audi Q7 занял второе место в своём классе.

### Безопасность
В краш-тесте по методике Euro NCAP Audi Q7 получил четыре из возможных пяти звезд.
| Euro NCAP                                            | Euro NCAP | Euro NCAP | Euro NCAP |
| ---------------------------------------------------- | --------- | --------- | --------- |
| Рейтинги                                             | Пассажир  |           | 30        |
| Рейтинги                                             | Ребёнок   |           | 39        |
| Рейтинги                                             | Пешеход   |           | 15        |
| Протестированная модель: Audi Q7 VR6 FSI, LHD (2006) |           |           |           |

### Критика
В июле 2008 года немецкий автомобильный клуб ADAC выявил конструктивный недостаток, из-за которого при столкновении с малолитражным автомобилем пассажиры последнего подвергались значительной опасности. В случае столкновения, лонжероны Q7, вследствие их высокой прочности практически не деформируясь, врезались в автомобиль другого участника ДТП. Пассажиры небольшого автомобиля, даже оборудованного улучшенными системами безопасности, в случае столкновения с Q7 едва ли имели бы шансы выжить.
Страховые компании устанавливают для Audi Q7 высокие тарифы. В Германии Q7 V12 TDI относится к 25-му классу страхования ОСАГО, 30-му классу при частичном страховании КАСКО и 32-му классу при приобретении полного полиса КАСКО. Это самые невыгодные условия страхования легковых автомобилей в Германии.

### Двигатели
С сентября 2005 года Q7 оснащается шестицилиндровым дизельным или восьмицилиндровым бензиновым двигателем. В начале 2006 года линейка двигателей пополнилась 3,6-литровым шестицилиндровым бензиновым агрегатом, в первой половине 2007 года добавился 4,2-литровый V8 TDI, а в конце 2008 года — дизельный V12. Все двигатели стандартно поставляются с 6-ступенчатой автоматической коробкой передач с функцией tiptronic.
Заявленная на 2008 год гибридная версия на базе 4,2-литрового бензинового двигателя не будет запущена в серию, поскольку производитель полагает, что спрос на неё будет слишком мал. Весной 2009 года был проведён внешне очень скромный рестайлинг.
В июле 2010 года была обновлена линейка двигателей. Двигатель, как и прежде, развивает мощность 240 л. с., но при этом расходует на 1,7 л/100 км меньше, чем раньше (предыдущая модель 9,1 л, новая — 7,4 л).
Благодаря нейтрализатору оксидов азота, двигатель 3.0 TDI в версии clean diesel отвечает требованиям нормы Евро 6 и к тому-же стал на 0,5 л экономичнее (ранее — 8,9 л/100 км).
На выбор теперь предлагаются две новые базовые модели бензиновых двигателей: трехлитровые агрегаты V6 с компрессорным наддувом, мощностью 272 л. с. или 333 л. с. Они заменили 3,6-литровый V6 и восьмицилиндровый бензиновый двигатель. Расход топлива был уменьшен в среднем до 10,7 л на 100 км (предыдущая модель: 3.6 FSI 12,1 л или 4.2 FSI 23 л).
Эффективность новых двигателей также повышена за счёт применения системы рекуперации энергии торможения, системы Start-stop и новой восьмиступенчатой АКП. Остальные двигатели также поставляются с новым восьмиступенчатым автоматом. Как и раньше, модели с любым двигателем оснащаются постоянным полным приводом (quattro).

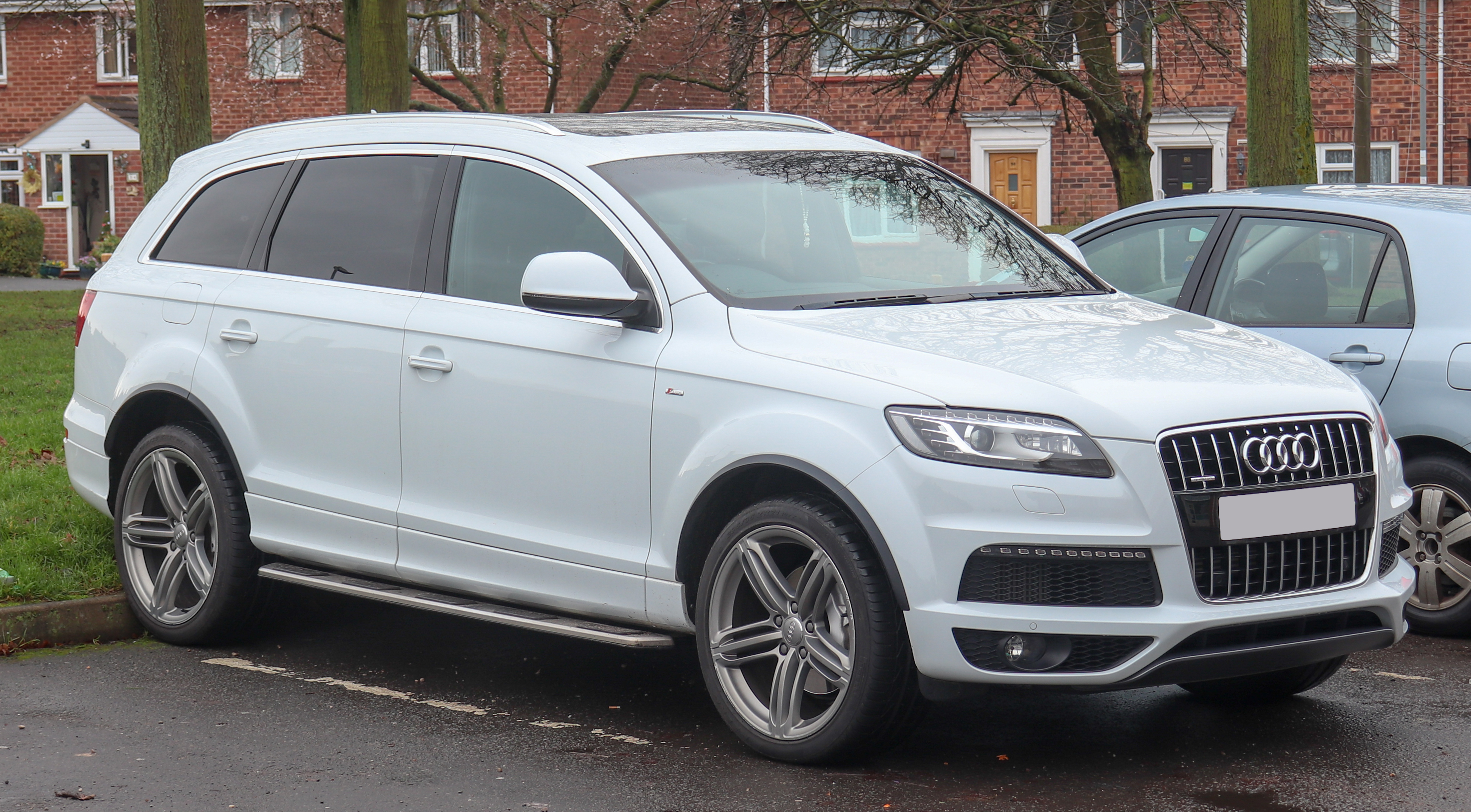
Audi Q7 после рестайлинга 2013 года

С ноября 2010 года гамма двигателей включает новую базовую модель — 3.0 TDI, мощность которого была уменьшена до 204 л. с. Это позволило на 2500 евро снизить цену базовой модели. Расход топлива составляет 7,2 л / 100 км при выбросе СО2 189 г/км. Время разгона от 0 до 100 км/ч составляет 9,1 с.
| Технические характеристики (2005—2010 гг.)    | Технические характеристики (2005—2010 гг.)                                  | Технические характеристики (2005—2010 гг.)                                  | Технические характеристики (2005—2010 гг.)                                  | Технические характеристики (2005—2010 гг.)                                  | Технические характеристики (2005—2010 гг.)                                  | Технические характеристики (2005—2010 гг.)                                  | Технические характеристики (2005—2010 гг.)                 | Технические характеристики (2005—2010 гг.)                |
|                                               | 3.0 TDI                                                                     | 3.0 TDI                                                                     | 3.0 TDI clean diesel                                                        | 4.2 TDI                                                                     | 4.2 TDI                                                                     | V12 TDI                                                                     | 3.6 FSI                                                    | 4.2 FSI                                                   |
| --------------------------------------------- | --------------------------------------------------------------------------- | --------------------------------------------------------------------------- | --------------------------------------------------------------------------- | --------------------------------------------------------------------------- | --------------------------------------------------------------------------- | --------------------------------------------------------------------------- | ---------------------------------------------------------- | --------------------------------------------------------- |
| Период выпуска:                               | 2005-2007                                                                   | 2007-2010                                                                   | 2009-2010                                                                   | 2007-2009                                                                   | 2009-2010                                                                   | 2008-2010                                                                   | 2006-2010                                                  | 2005-2010                                                 |
| Тип двигателя:                                | Дизельный двигатель                                                         | Дизельный двигатель                                                         | Дизельный двигатель                                                         | Дизельный двигатель                                                         | Дизельный двигатель                                                         | Дизельный двигатель                                                         | Бензиновый двигатель                                       | Бензиновый двигатель                                      |
| Модель двигателя:                             | V-образный двигатель, с непосредственным впрыском топлива, турбонагнетатель | V-образный двигатель, с непосредственным впрыском топлива, турбонагнетатель | V-образный двигатель, с непосредственным впрыском топлива, турбонагнетатель | V-образный двигатель, с непосредственным впрыском топлива, турбонагнетатель | V-образный двигатель, с непосредственным впрыском топлива, турбонагнетатель | V-образный двигатель, с непосредственным впрыском топлива, турбонагнетатель | VR-образный двигатель, с непосредственным впрыском бензина | V-образный двигатель, с непосредственным впрыском бензина |
| Цилиндр/Клапан:                               | 6/24                                                                        | 6/24                                                                        | 6/24                                                                        | 8/32                                                                        | 8/32                                                                        | 12/48                                                                       | 6/24                                                       | 8/32                                                      |
| Рабочий объём:                                | 2967 см³                                                                    | 2967 см³                                                                    | 2967 см³                                                                    | 4134 см³                                                                    | 4134 см³                                                                    | 5934 см³                                                                    | 3597 см³                                                   | 4163 см³                                                  |
| Макс. мощность при об/мин:                    | 233 л. с./4000                                                              | 240 л. с./4000−4400                                                         | 240 л. с./4000−4400                                                         | 326 л. с./3750                                                              | 340 л. с./4000                                                              | 500 л. с./3750                                                              | 280 л. с./6200                                             | 350 л. с./6800                                            |
| Макс. крутящий момент при об/мин:             | 500 Н·м/1750−2750                                                           | 550 Н·м/2000−2250                                                           | 550 Н·м/2000−2250                                                           | 760 Н·м/1800−2500                                                           | 760 Н·м/1750−3000                                                           | 1000 Н·м/1750−3250                                                          | 360 Н·м/2500−5000                                          | 440 Н·м/3500                                              |
| Тип привода, стандартно:                      | Полный привод quattro                                                       | Полный привод quattro                                                       | Полный привод quattro                                                       | Полный привод quattro                                                       | Полный привод quattro                                                       | Полный привод quattro                                                       | Полный привод quattro                                      | Полный привод quattro                                     |
| Коробка передач, стандартно:                  | 6-ступенчатая, автоматическая                                               | 6-ступенчатая, автоматическая                                               | 6-ступенчатая, автоматическая                                               | 6-ступенчатая, автоматическая                                               | 6-ступенчатая, автоматическая                                               | 6-ступенчатая, автоматическая                                               | 6-ступенчатая, автоматическая                              | 6-ступенчатая, автоматическая                             |
| Снаряжённая масса автомобиля:                 | 2295 кг                                                                     | 2295 кг                                                                     | 2345 кг                                                                     | 2420 кг                                                                     | 2420 кг                                                                     | 2605 кг                                                                     | 2205 кг                                                    | 2240 кг                                                   |
| Максимальная грузоподъёмность:                | 695 кг                                                                      | 695 кг                                                                      | 695 кг                                                                      | 695 кг                                                                      | 695 кг                                                                      | 670 кг                                                                      | 695 кг                                                     | 695 кг                                                    |
| Масса буксируемого груза:                     | 3500 кг                                                                     | 3500 кг                                                                     | 3500 кг                                                                     | 3500 кг                                                                     | 3500 кг                                                                     | 3300 кг                                                                     | 3500 кг                                                    | 3500 кг                                                   |
| Разгон 0-100 км/ч:                            | 9,1 с                                                                       | 8,5 с                                                                       | 8,5 с                                                                       | 6,4 с                                                                       | 6,4 с                                                                       | 5,5 с                                                                       | 8,5 с                                                      | 7,4 с                                                     |
| Максимальная скорость:                        | 210 [216] км/ч                                                              | 210 [216] км/ч                                                              | 210 [216] км/ч                                                              | 236 км/ч                                                                    | 240 км/ч                                                                    | 250 км/ч                                                                    | 225 [230] км/ч                                             | 244 [248] км/ч                                            |
| Расход топлива на 100 км (в смешанном цикле): | 10,5 л дизельного топлива                                                   | 9,1-9,8 л дизельного топлива                                                | 8,9& л дизельного топлива                                                   | 11,1 л дизельного топлива                                                   | 9,9 л дизельного топлива                                                    | 11,3 л дизельного топлива                                                   | 12,1-12,7 л топлива Super Plus                             | 12,7-13,3 л топлива Super Plus                            |
| Выброс CO2 в смешанном цикле:                 | 278 г/км                                                                    | 239-260 г/км                                                                | 234 г/км                                                                    | 294 г/км                                                                    | 262 г/км                                                                    | 298 г/км                                                                    | 289-304 г/км                                               | 304-317 г/км                                              |
| Норма токсичности по классификации ЕС:        | Евро-4                                                                      | Евро-4                                                                      | Евро-6                                                                      | Евро-4                                                                      | Евро-4                                                                      | Евро-4                                                                      | Евро-4                                                     | Евро-4                                                    |

| Технические характеристики (с 2010 года)      | Технические характеристики (с 2010 года)                   | Технические характеристики (с 2010 года)                   | Технические характеристики (с 2010 года)                   | Технические характеристики (с 2010 года)                   | Технические характеристики (с 2010 года)                   | Технические характеристики (с 2010 года)                   | Технические характеристики (с 2010 года)                              | Технические характеристики (с 2010 года)                              |
|                                               | 3.0 TDI                                                    | 3.0 TDI                                                    | 3.0 TDI clean diesel                                       | 3.0 TDI clean diesel                                       | 4.2 TDI                                                    | V12 TDI                                                    | 3.0 TFSI                                                              | 3.0 TFSI                                                              |
| --------------------------------------------- | ---------------------------------------------------------- | ---------------------------------------------------------- | ---------------------------------------------------------- | ---------------------------------------------------------- | ---------------------------------------------------------- | ---------------------------------------------------------- | --------------------------------------------------------------------- | --------------------------------------------------------------------- |
| Период выпуска:                               | с 11/2010                                                  | 2010-04/2011                                               | 07/2010-04/2011                                            | с 04/2011                                                  | с 2010                                                     | с 2010                                                     | с 07/2010                                                             | с 07/2010                                                             |
| Тип двигателя:                                | Дизельный двигатель                                        | Дизельный двигатель                                        | Дизельный двигатель                                        | Дизельный двигатель                                        | Дизельный двигатель                                        | Дизельный двигатель                                        | Бензиновый двигатель                                                  | Бензиновый двигатель                                                  |
| Модель двигателя:                             | V-образный двигатель, с системой впрыска, турбонагнетатель | V-образный двигатель, с системой впрыска, турбонагнетатель | V-образный двигатель, с системой впрыска, турбонагнетатель | V-образный двигатель, с системой впрыска, турбонагнетатель | V-образный двигатель, с системой впрыска, турбонагнетатель | V-образный двигатель, с системой впрыска, турбонагнетатель | V-образный двигатель, с непосредственным впрыском топлива, компрессор | V-образный двигатель, с непосредственным впрыском топлива, компрессор |
| Цилиндр/Клапан:                               | 6/24                                                       | 6/24                                                       | 6/24                                                       | 6/24                                                       | 8/32                                                       | 12/48                                                      | 6/24                                                                  | 6/24                                                                  |
| Рабочий объём:                                | 2967 см³                                                   | 2967 см³                                                   | 2967 см³                                                   | 2967 см³                                                   | 4134 см³                                                   | 5934 см³                                                   | 2995 см³                                                              | 2995 см³                                                              |
| Макс. мощность при об/мин:                    | 204 л. с./3200−4400                                        | 240 л. с./3800−4400                                        | 240 л. с./4000−4400                                        | 245 л. с./3800−4400                                        | 340 л. с./4000                                             | 500 л. с./3750                                             | 272 л. с./4750−6500                                                   | 333 л. с./5500−6500                                                   |
| Макс. крутящий момент при об/мин:             | 450 Н·м/1250−3200                                          | 550 Н·м/1750−2500                                          | 550 Н·м/1750−2500                                          | 550 Н·м/1750-2750                                          | 800 Н·м/1750−2750                                          | 1000 Н·м/1750−3250                                         | 400 Н·м/2150−4780                                                     | 440 Н·м/2900−5300                                                     |
| Тип привода, стандартно:                      | Полный привод quattro                                      | Полный привод quattro                                      | Полный привод quattro                                      | Полный привод quattro                                      | Полный привод quattro                                      | Полный привод quattro                                      | Полный привод quattro                                                 | Полный привод quattro                                                 |
| Коробка передач, стандартно:                  | 8-ступенчатая автоматическая                               | 8-ступенчатая автоматическая                               | 8-ступенчатая автоматическая                               | 8-ступенчатая автоматическая                               | 8-ступенчатая автоматическая                               | 6-ступенчатая автоматическая                               | 8-ступенчатая автоматическая                                          | 8-ступенчатая автоматическая                                          |
| Снаряжённая масса автомобиля:                 | 2345 кг                                                    | 2410 кг                                                    | 2410 кг                                                    | 2345 [2345] кг                                             | 2485 кг                                                    | 2680-2710 кг                                               | 2295 кг                                                               | 2315 кг                                                               |
| Максимальная грузоподъёмность:                | 650-780 кг                                                 | 585 кг                                                     | 650 кг                                                     | 650-780 кг [700-830 кг]                                    | 650-780 кг                                                 | 595-695 кг                                                 | 650—780 кг                                                            | 650—780 кг                                                            |
| Масса буксируемого груза:                     | 3500 кг                                                    | 3500 кг                                                    | 3500 кг                                                    | 3500 кг                                                    | 3500 кг                                                    | 3000 кг                                                    | 3500 кг                                                               | 3500 кг                                                               |
| Разгон 0-100 км/ч:                            | 9,1 с                                                      | 7,9 с                                                      | 8,1 с                                                      | 7,8 [8,0] с                                                | 6,4 с                                                      | 5,5 с                                                      | 7,9 с                                                                 | 6,9 с                                                                 |
| Максимальная скорость:                        | 202 км/ч                                                   | 216 км/ч                                                   | 216 км/ч                                                   | 216 [216] км/ч                                             | 242 км/ч                                                   | 250 км/ч                                                   | 222 км/ч                                                              | 243 км/ч                                                              |
| Расход топлива на 100 км (в смешанном цикле): | 7,2 л дизельного топлива                                   | 7,4 л дизельного топлива                                   | 8,4 л дизельного топлива                                   | 7,4 [7,4] л дизельного топлива                             | 9,2 л дизельного топлива                                   | 11,3 л дизельного топлива                                  | 10,7 л неэтилированного бензина                                       | 10,7 л неэтилированного бензина                                       |
| Выброс CO2 в смешанном цикле:                 | 189 г/км                                                   | 195 г/км                                                   | 219 г/км                                                   | 195 [195] г/км                                             | 242 г/км                                                   | 298 г/км                                                   | 249 г/км                                                              | 249 г/км                                                              |
| Норма токсичности по классификации ЕС:        | Евро-5                                                     | Евро-5                                                     | Евро-6                                                     | Евро-5 [Евро-6]                                            | Евро-5                                                     | Евро-5                                                     | Евро-5                                                                | Евро-5                                                                |

### Продажи
| Год  | Продажи в Европе | Продажи в США | Продажи в Канаде | Продажи в России |
| 2005 | 434              | -             | -                |                  |
| 2006 | 33,044           | 10,003        | 618              |                  |
| 2007 | 41,064           | 20,695        | 1,235            |                  |
| 2008 | 25,390           | 13,209        | 1,269            |                  |
| 2009 | 12,616           | 7,299         | 1,146            |                  |
| 2010 | 12,455           | 7,976         | 1,247            | 2,258            |
| 2011 | 12,882           | 8,998         | 1,565            | 1,635            |
| 2012 | 11,513           | 11,008        | 1,653            | 2,760            |
| 2013 | 11,037           | 15,978        | 1,781            | 2,702            |

## Второе поколение
Премьера второго поколения состоялась в январе 2015 года на международном автосалоне в Детройте. Кроссовер спроектирован на новой облегчённой платформе, которая используется также на Porsche Cayenne третьего поколения и кроссовере Bentley Bentayga. Продажи начались 12 июня 2015 года.

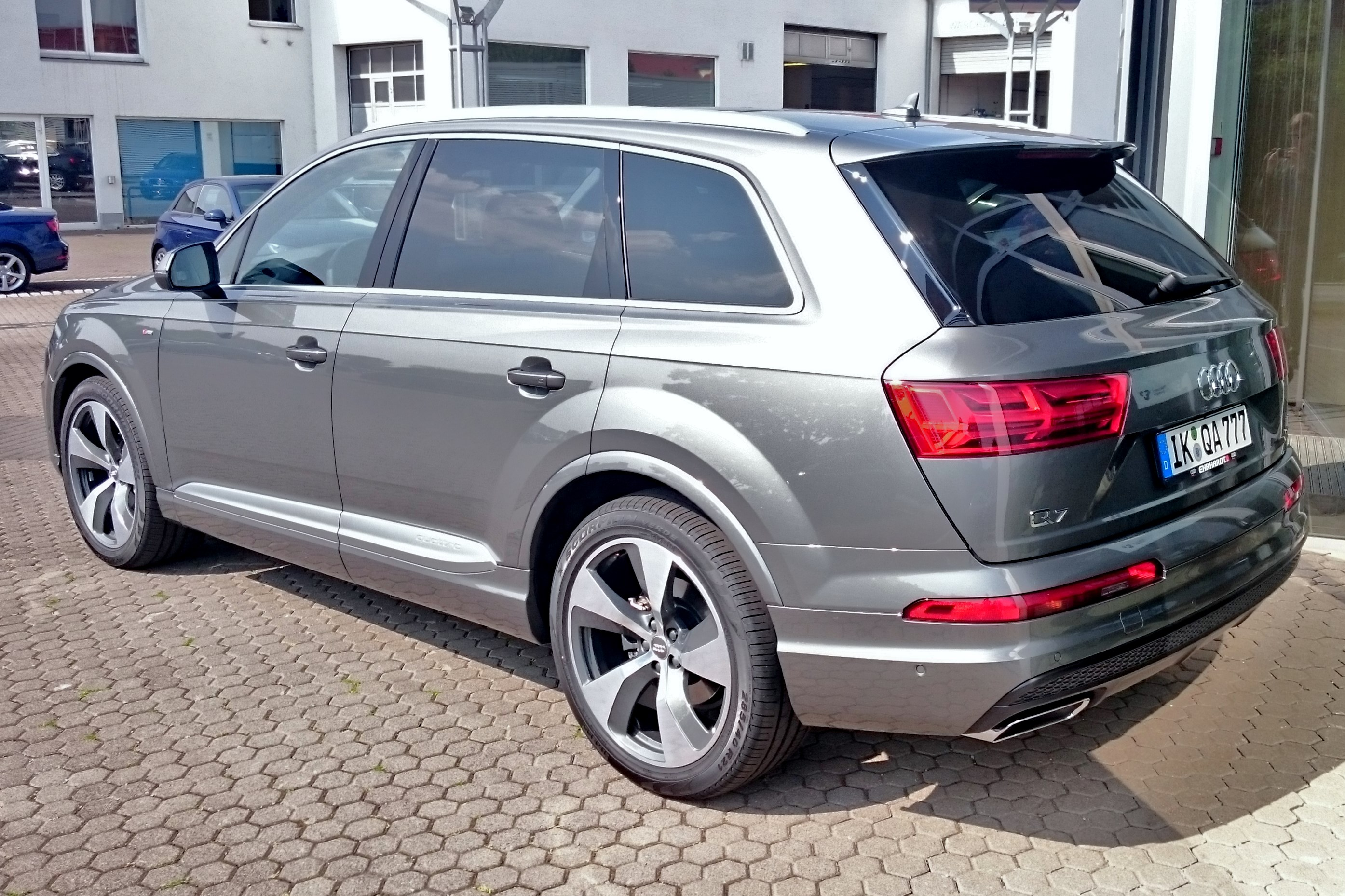
Вид сзади

По сравнению с предшественником Q7 4M стал немного меньше, и на 325 килограммов легче для удобства парковки и проезда по узким дорогам. Как и в первом поколении, есть комплектации с семью местами. Q7 второго поколения доступен с тремя видами фар: ксеноновые, Led и Matrix Led.

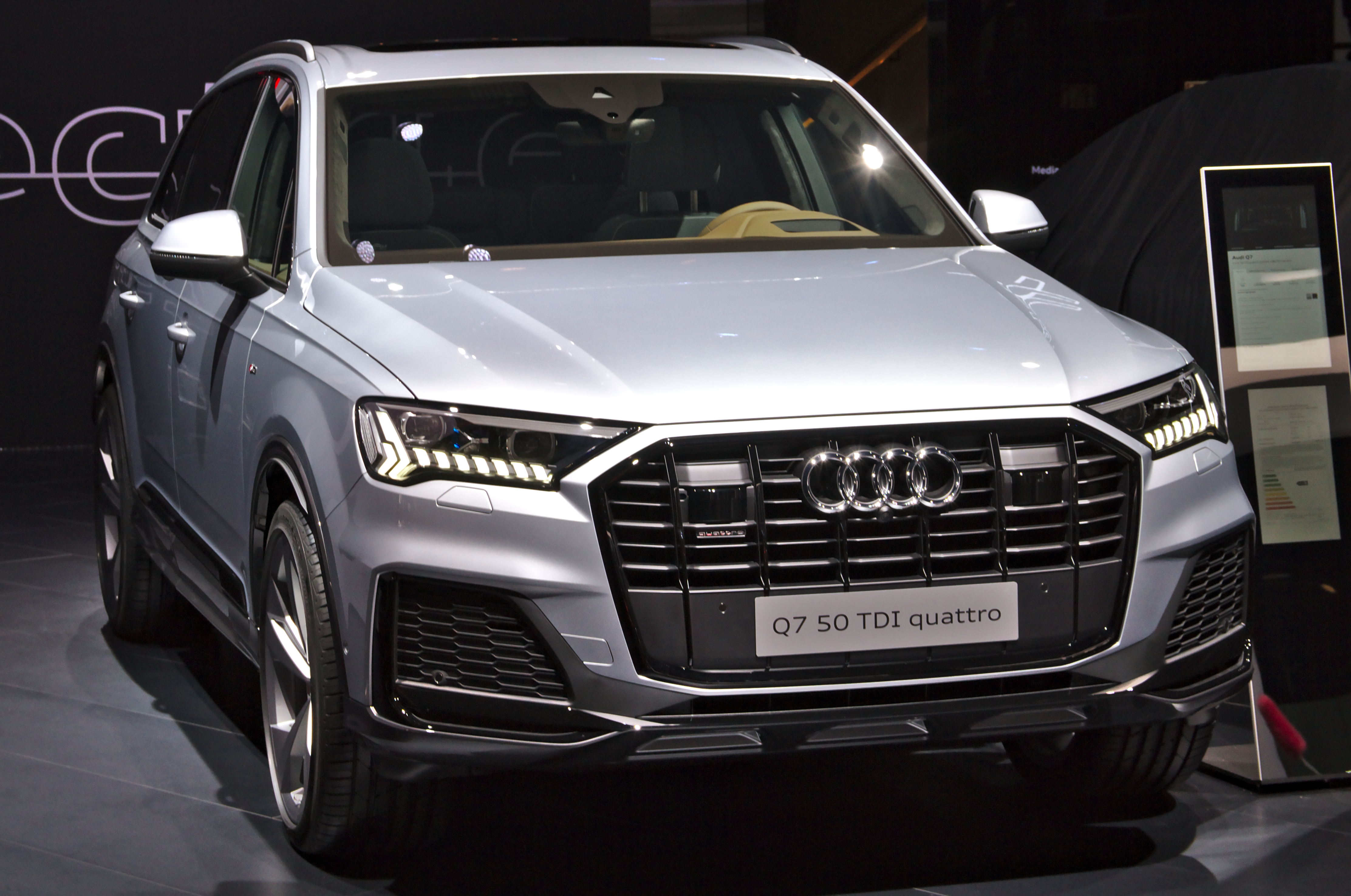
Facelift 2019

В марте 2015 года на Женевском автосалоне была представлена гибридная версия автомобиля под названием Audi Q7 e-tron. Комплектуется с гибрид-дизельным 3.0 TDI quattro AT hybrid V6 двигателем, мощностью 373 л. с. Макс. скорость: 225 км/ч.
В марте 2016 была представлена спортивная версия Audi SQ7 с дизельным двигателем 4.0 л. V8 мощностью 450 л. с. Мощность версии для российского рынка составила 422 л. с.

### Безопасность
Q7 получил награду Advanced в краш-тесте.
| Euro NCAP                                                    | Euro NCAP | Euro NCAP | Euro NCAP             |
| ------------------------------------------------------------ | --------- | --------- | --------------------- |
| · общий рейтинг                                              |           |           |                       |
| 94%                                                          | 88%       | 70%       | 76%                   |
| взрослый пассажир                                            | ребёнок   | пешеход   | активная безопасность |
| Протестированная модель: Audi Q7 3.0 TDI quattro, LHD (2015) |           |           |                       |

### Двигатели

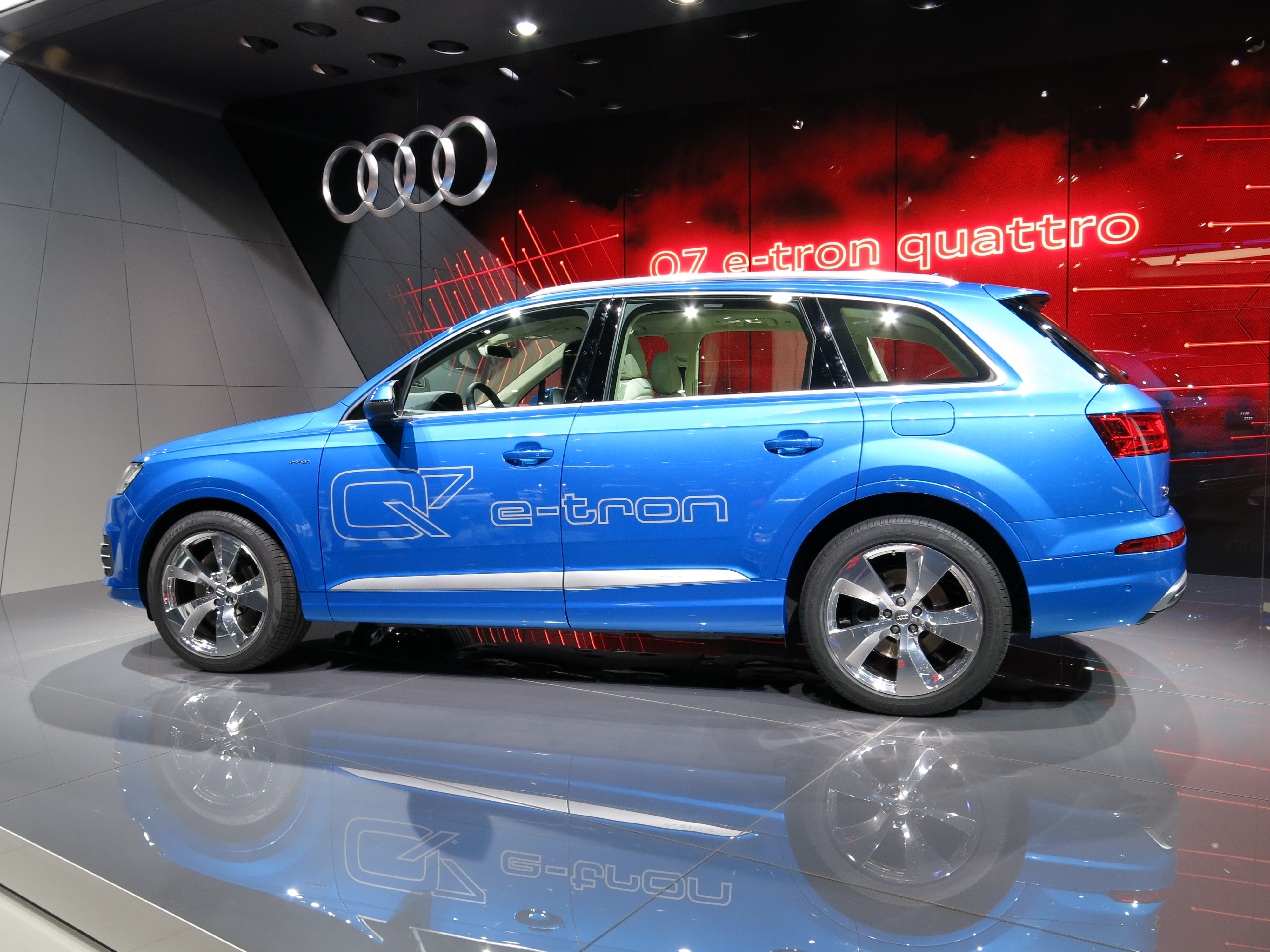
Audi Q7 e-tron

Линейка моторов состоит из 2.0- и 3.0-литровыми TFSI мощностью 252 и 333 л. с. (370 и 440 Нм), 3.0-литровыми TDI, в зависимости от модификации (249 и 272 л. с. (крутящий момент — 500 и 600 Нм).
| Технические характеристики                    | Технические характеристики         | Технические характеристики         | Технические характеристики         |
|                                               | 3.0 TFSI                           | 3.0 TDI                            | 3.0 TDI                            |
| --------------------------------------------- | ---------------------------------- | ---------------------------------- | ---------------------------------- |
| Производится с:                               | с 03/2015                          | с 07/2015                          | с 03/2015                          |
| Тип двигателя:                                | Бензиновый двигатель               | Дизельный двигатель                | Дизельный двигатель                |
| Тип:                                          | V-образный                         | V-образный, Common Rail            | V-образный, Common Rail            |
| Зарядка двигателя:                            | Компрессор                         | Турбонагнетатель                   | Турбонагнетатель                   |
| Цилиндров/Клапанов:                           | 6/24                               | 6/24                               | 6/24                               |
| Объём:                                        | 2995 см³                           | 2967 см³                           | 2967 см³                           |
| Макс. мощность при об/мин:                    | 245 кВт (333 л.с)/5500-6500 об/мин | 160 кВт (218 л.с)/3250-4750 об/мин | 200 кВт (272 л.с)/3250-4250 об/мин |
| Макс. крутящий момент:                        | 440 H·M/2900-5300 об/мин           | 500 H·M/1250-3000 об/мин           | 600 H·M/1500-3000 об/мин           |
| Блок питания, в качестве стандарта:           | Полный привод                      | Полный привод                      | Полный привод                      |
| Блок питания, в качестве опции:               | —                                  | —                                  | —                                  |
| Коробка передач, в качестве стандарта:        | 8-ступ.-Tiptronic                  | 8-ступ.-Tiptronic                  | 8-ступ.-Tiptronic                  |
| Коробка передач, в качестве опции:            | —                                  | —                                  | —                                  |
| Снаряжённая масса:                            | 2045-2105 кг                       | 2070—2135 кг                       | 2070—2135 кг                       |
| Максимальная грузоподъёмность:                | 770—880 кг                         | 770—880 кг                         | 770—880 кг                         |
| Масса буксируемого груза:                     | 2700-3500 кг                       | 2700-3500 кг                       | 2700-3500 кг                       |
| Разгон, 0-100 км/ч:                           | 6,1-6,3 сек                        | 7,1-7,3 сек                        | 6,3-6,5 сек                        |
| Максимальная скорость:                        | 250 км/ч                           | 216 км/ч                           | 234 км/ч                           |
| Расход топлива на 100 км (в смешанном цикле): | 7,7 l Супер-дизель                 | 5,5 l Дизель                       | 5,7 l Дизель                       |
| Выброс CO²:                                   | 179 г/км                           | 144 г/км                           | 149 г/км                           |
| Экологические нормы:                          | Евро-6                             | Евро-6                             | Евро-6                             |